# Connie Willis
Constance Elaine Trimmer Willis, detta Connie (Denver, 31 dicembre 1945), è una scrittrice di fantascienza statunitense.
Ha vinto dieci Premi Hugo e sette Nebula.

## Biografia
Nata Constance Elaine Trimmer, laureata in Lettere alla University of Northern Colorado, esordisce come scrittrice con il racconto "The Secret of Santa Titicaca", sulla rivista specializzata World of Fantasy.
Sposata dal 1967 con il fisico Courtney Willis, ha pubblicato una cinquantina di opere tra romanzi e racconti, raccogliendo numerosi premi. Ha vinto ben dieci Premi Hugo (in ognuna delle quattro categorie: romanzo, romanzo breve, racconto, racconto breve) ed è l'unica personalità ad avere vinto sette premi Nebula.

## Riconoscimenti
Premi Hugo
- 1983: miglior racconto - Squadra antincendio - (Fire Watch)
- 1989: miglior romanzo breve - L'ultimo dei Winnebago (The Last of the Winnebagos)
- 1993: miglior racconto breve - Anche la regina (Even the Queen)
- 1993: miglior romanzo - L'anno del contagio (Doomsday Book)
- 1994: miglior racconto breve - Morte sul Nilo (Death on the Nile)
- 1997: miglior racconto breve - L'anima sceglie i propri compagni (The Soul Selects Her Own Society)
- 1999: miglior romanzo - To Say Nothing of the Dog
- 2000: miglior romanzo breve - I venti di Marble Arch (The Winds of Marble Arch)
- 2006: miglior romanzo breve - La voce dall'aldilà (Inside Job)
- 2008: miglior romanzo breve - All Seated on the Ground
- 2011: miglior romanzo - Blackout/All Clear

Premi Nebula
- 1982: miglior racconto - Squadra antincendio - (Fire Watch)
- 1982: miglior racconto breve - Una lettera dai Cleary (A Letter from the Clearys)
- 1988: miglior romanzo breve - L'ultimo dei Winnebago (The Last of the Winnebagos)
- 1989: miglior racconto - Al Rialto (At the Rialto)
- 1992: miglior romanzo - L'anno del contagio (Doomsday Book)
- 1992: miglior racconto breve - Anche la regina (Even the Queen)
- 2010: miglior romanzo - Blackout/All Clear

Premio Alex
- 1998 - To Say Nothing of the Dog

## Opere

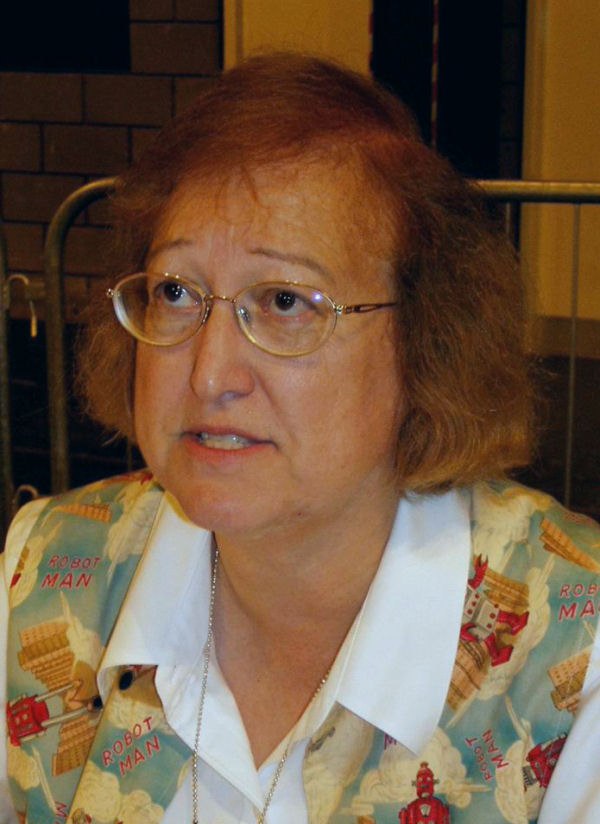
Connie Willis nel 2005

Per ogni testo si indica la prima edizione nell'originale inglese e l'eventuale prima traduzione in lingua italiana. Le serie di romanzi o racconti interconnessi sono elencate cronologicamente, in base alla data di pubblicazione del primo episodio di ogni ciclo.

### Ciclo del Viaggio nel Tempo
La serie ha avuto origine da un racconto autoconclusivo che ne ha delineato le premesse narrative:
- "Squadra antincendio" ("Fire Watch"), in Isaac Asimov's Science Fiction Magazine del 15 febbraio 1982. Trad. Vittorio Curtoni, Asimov. Rivista di Fantascienza 10, SIAD Edizioni, giugno 1982.

Successivamente l'autrice ha composto tre romanzi reciprocamente autonomi collocati in questa ambientazione:
- L'anno del contagio (Doomsday Book), Bantam Spectra, 1992. Trad. Annarita Guarnieri, Cosmo Oro 139, Editrice Nord, 1994.
- To Say Nothing of the Dog, Bantam Spectra, 1998.
- Blackout/All Clear (Blackout/All Clear), 2 vol., Bantam Spectra, 2010. Trad. Alessandro Vezzoli, Urania Jumbo 21 e 22, Arnoldo Mondadori Editore, luglio e agosto 2021.

### Ciclo dei Robot
Willis ha composto un racconto ambientato nel Ciclo dei Robot creato da Isaac Asimov, apparso in un'antologia di tributi all'opera di Asimov:
- "Dilemma" ("Dilemma") nell'antologia Gli amici di Fondazione (Foundation's Friends: Stories in Honor of Isaac Asimov), a cura di Martin H. Greenberg, Tor Books, 1989. Trad. Grazia Gatti e Tullio Dobner, Fantascienza 2, Sperling & Kupfer, 1990.

### Ciclo di Berserker
Willis ha contribuito con un proprio racconto alla composizione di un romanzo fix-up collaborativo della saga di Berserker, creata da Fred Saberhagen.
- "With Friends Like These", in The Magazine of Fantasy & Science Fiction di febbraio 1985; confluito in Berserker Base, Tor Books, 1985.

### Universo deLa guerra dei mondi
Willis ha composto un racconto spin-off del romanzo La guerra dei mondi di H. G. Wells, confluito in un'antologia di tributi a tale opera.
- "L'anima sceglie i propri compagni: Invasione e repulsione: Reinterpretazione cronologica di due liriche di Emily Dickinson: una prospettiva wellsiana" ("The Soul Selects Her Own Society: Invasion and Repulsion: A Chronological Reinterpretation of Two of Emily Dickinson's Poems: A Wellsian Perspective"), in Asimov's Science Fiction di aprile 1996; prima edizione in volume nell'antologia War of the Worlds: Global Dispatches, a cura di Kevin J. Anderson, Bantam Spectra, 1996. Trad. Gloria Barberi nell'antologia I Premi Hugo 1995-1998, a cura di Piergiorgio Nicolazzini, Grandi Opere Nord 33, Editrice Nord, 1999.

### Romanzi autoconclusivi
Sono elencati sia i romanzi veri e propri (novel) sia i romanzi brevi (novella).
- Water Witch, Ace Books, 1982. Collaborazione con Cynthia Felice.
- La maledizione dei re (The Curse of Kings), in Isaac Asimov's Science Fiction Magazine di marzo 1985; prima edizione in volume nell'antologia Il meglio della Fantascienza 1986 (The 1986 Annual World's Best SF), a cura di Arthur W. Saha e Donald A. Wollheim, DAW Collectors 675, DAW Books, 1986. Trad. Giampaolo Cossato e Sandro Sandrelli, SIAD Edizioni, 1986.
- Pogrom speziale (Spice Pogrom), in Isaac Asimov's Science Fiction Magazine di ottobre 1986; prima edizione in volume nella raccolta Al di là del tempo (Impossible Things), Bantam Spectra, 1994. Trad. Antonella Tonelli in Isaac Asimov Science Fiction Magazine 5.ns, Phoenix Enterprise Publishing Company, settembre 1994.
- Il sogno di Lincoln (Lincoln's Dream), Bantam Spectra, 1987. Trad. Carla Meazza, Urania 1243, Arnoldo Mondadori Editore, 30 Ottobre 1994.
- Light Raid, Ace Books, 1989. Collaborazione con Cynthia Felice.
- L'ultimo dei Winnebago (The Last of the Winnebagos), in Isaac Asimov's Science Fiction di luglio 1988; prima edizione in volume nell'antologia The Year's Best Science Fiction: Sixth Annual Collection, a cura di Gardner Dozois, St. Martin's Press, 1989. Trad. Michela Cane e Franca Invernizzi nell'antologia I Premi Hugo 1984-1990, a cura di Piergiorgio Nicolazzini, Grandi Opere Nord 20, Editrice Nord, 1991.
- Time-Out (Time Out ), in Isaac Asimov's Science Fiction Magazine di luglio 1989; prima edizione in volume nella raccolta Al di là del tempo (Impossible Things), Bantam Spectra, 1994. Trad. Maurizio Nati, Economica Tascabile 1ª serie n. 92, Fanucci Editore, 1998.
- Jack (Jack), in Isaac Asimov's Science Fiction di ottobre 1991; prima edizione in volume nell'antologia The Year's Best Science Fiction: Ninth Annual Collection, a cura di Gardner Dozois, St. Martin's Press, 1992. Trad. Maurizio Nati nell'antologia Al di là del tempo, Economica Tascabile 1ª serie n. 92, Fanucci Editore, 1998.
- Uncharted Territory, Bantam Spectra, 1994.
- Strani occhi (Remake), Bantam Spectra, 1995. Trad. Vittorio Curtoni, Urania 1313, Arnoldo Mondadori Editore, 6 Luglio 1997.
- Il fattore invisibile (Bellwether), Bantam Spectra, 1996. Trad. Gaetano Luigi Staffilano, Urania 1370, Arnoldo Mondadori Editore, 12 Settembre 1999.
- Terra promessa  (Promised Land), Ace Books, 1997. Trad. Carlo Borriello, Economica Tascabile 1ª serie n. 107, Fanucci Editore, 1999. Collaborazione con Cynthia Felice.
- I venti di Marble Arch (The Winds of Marble Arch), in Asimov's Science Fiction di ottobre-novembre 1999; prima edizione in volume nella raccolta The Winds of Marble Arch and Other Stories, Subterranean Press, 2007. Trad. Flora Staglianò nell'antologia I Premi Hugo 1999-2001, Grandi Opere Nord 34, Editrice Nord, 2002.
- Cat's Paw, nella raccolta Miracle and Other Christmas Stories, Bantam Spectra, 1999.
- Epiphany, nella raccolta Miracle and Other Christmas Stories, Bantam Spectra, 1999.
- Passage, Bantam Spectra, 2001.
- deck.halls@boughs/holly, in Asimov's Science Fiction di dicembre 2001; prima edizione in volume nella raccolta A Lot Like Christmas, Del Rey, 2017.
- Just Like the Ones We Used to Know, in Asimov's Science Fiction di dicembre 2003; prima edizione in volume nell'antologia Best Short Novels: 2004, a cura di Jonathan Strahan, Science Fiction Book Club, 2004.
- La voce dall'aldilà (Inside Job), in Asimov's Science Fiction di gennaio 2005; prima edizione in volume Subterranean Press, 2005. Trad. Roberto Chiavini, Odissea Fantascienza 24, Delos Books, 2008.
- All Seated on the Ground, in Asimov's Science Fiction di dicembre 2007; prima edizione in volume Subterranean Press, 2007.
- All About Emily, in Asimov's Science Fiction di dicembre 2011; prima edizione in volume Subterranean Press, 2011.
- Now Showing, nell'antologia Rogues, a cura di Gardner Dozois e George R. R. Martin, Bantam Books, 2014.
- Crosstalk, Del Rey Books, 2016.
- The Road to Roswell, Del Rey Books, 2023.

### Raccolte di racconti
- Fire Watch, A Bluejay International Edition 7, Bluejay Books, 1985. Comprende dodici racconti, fra cui l'eponimo "Squadra antincendio" afferente al ciclo del Viaggio del Tempo.
- Al di là del tempo (Impossible Things), Bantam Spectra, 1994. Trad. Maurizio Nati, Economica Tascabile 1ª serie n. 92, Fanucci Editore, 1998. Comprende una prefazione di Gardner Dozois, i quattro romanzi brevi Pogrom speziale, L'ultimo dei Winnebago, Time-Out e Jack, e sette racconti[2].
- Uncharted Territory, New English Library, 1994. Edizione del romanzo Uncharted Territory comprendente in appendice il racconto "Squadra antincendio" (afferente al ciclo del Viaggio del Tempo) e un racconto autoconclusivo.
- Strani occhi, traduzione e curatela di Vittorio Curtoni, Urania 1313, Arnoldo Mondadori Editore, 6 Luglio 1997. Prima edizione italiana del romanzo eponimo, comprende in appendice due racconti[3].
- Even the Queen and Other Short Stories, Wyrmhole Publishing, 1998. Registrazione su audiocassetta di otto racconti recitati dall'autrice.
- Miracle and Other Christmas Stories, Bantam Spectra, 1999. Comprende i due romanzi brevi inediti Cat's Paw ed Epiphany, sei racconti e tre saggi.
- The Winds of Marble Arch and Other Stories, Subterranean Press, 2007. Comprende una prefazione dell'autrice, i cinque romanzi brevi The Winds of Marble Arch, Just Like the Ones We Used to Know, La maledizione dei re, Jack, L'ultimo dei Winnebago ed Epiphany, i due racconti afferenti al ciclo del Viaggio del Tempo e all'universo della Guerra dei Mondi, e quindici racconti autoconclusivi.
- The Best of Connie Willis: Award-Winning Stories, Del Rey / Ballantine, 2013. Comprende tutti i quattro romanzi brevi e i sei racconti di Willis insigniti di premi letterari, corredati da un'introduzione e da commenti dell'autrice, tre orazioni, e una postfazione di Anne Lesley Groell.
- A Lot Like Christmas, Del Rey, 2017. Nuova edizione espansa della raccolta Miracle and Other Christmas Stories, comprende i due romanzi brevi, i sei racconti e i tre saggi dell'edizione originale e i quattro romanzi brevi aggiuntivi All About Emily, deck.halls@boughs/holly, Now Showing e Just Like the Ones We Used to Know.

### Racconti
- The Secret of Santa Titicaca
- Samaritan (1978)
- Daisy, nel sole (Daisy, in the Sun - 1979
- And Come from Miles Around (1979)
- Distress Call (1981)
- Lost and Found (1982)
- Mail-Order Clone (1982)
- Service for the Burial of the Dead (1982)
- Il padre della sposa (The Father of the Bride - 1982)
- …e anche tante bestie (And Also Much Cattle - 1982)
- Una lettera dai Cleary (A Letter from the Cleary - 1982)
- Luna azzurrata (Blued Moon - 1983)
- La sidone nello specchio (The Sidon in the Mirror - 1983)
- A Little Moonshine (1983)
- Tutte le mie adorate figlie (All my Darling Daughters - 1984, pubblicato in Italia da Arnoldo Mondadori Editore, Urania Millemondi n. 16, giugno 1998)
- Raccolto in contante (Cash Crop - 1985)
- And Who Would Pity a Swan? (1985)
- The Pony (1985)
- Presents of Mind (1985)
- Substitution Trick (1985)
- With Friends Like These (1985)
- La maledizione dei re (The Curse of the Kings - 1986)
- Felicità (Change - 1986)
- Circus Story (1987)
- Il raggio di Schwarzschild (Schwarzschild Radius - 1988)
- Rumore (Ado - 1988)
- Al Rialto (At the Rialto - 1989, pubblicato in Italia da Arnoldo Mondadori Editore, Urania Millemondi n. 2, febbraio 1995, come Hotel Rialto)
- Cibola (Cibola - 1990, pubblicato in Italia da Arnoldo Mondadori Editore, Urania Millemondi inverno, ottobre 1991, Urania Millemondi n. 9, novembre 1996)
- Nel cretaceo superiore (In the Late Cretaceous - 1991)
- Miracle (1991)
- Anche la regina (Even the Queen - 1992, pubblicato in Italia da Arnoldo Mondadori Editore, Urania Millemondi n. 49, novembre 2009)
- Morte sul Nilo (Death on the Nile - 1993)
- Close Encounter (1993)
- Inn (1993)
- A New Theory Explaining the Unpredictability of Forecasting the Weather (1993)
- Al di là del tempo (Impossible Things - 1993)
- Adaptation (1994)
- Perché il mondo non è finito martedì scorso (Why the World Didn't End Last Tuesday - 1994)
- In Coppelius's Toyshop (1995)
- Portales non stop (Nonstop to Portales - 1996, pubblicato in Italia da Arnoldo Mondadori Editore, Urania Millemondi n. 16, giugno 1998, speciale estate)
- Newsletter (1996)
- Epiphany (1999)
- deck.halls@boughs/holly (2001)
- Just Like the Ones We Used to Know (2003)
- New Hat (2008)

### Altre opere
- Lord of Hosts (vignetta - 1987)
- In memoriam (In Memoriam - 1992; saggio commemorativo su Isaac Asimov)